# Sbiten

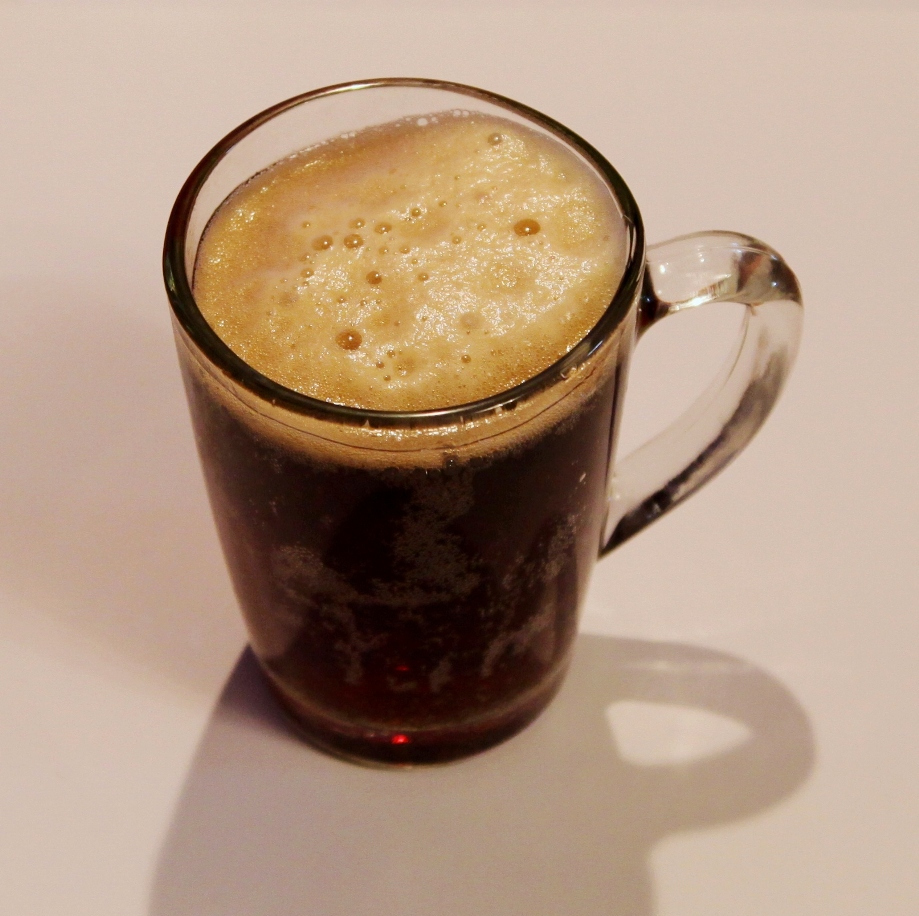
Sbiten

Sbiten (Russisch: сбитень, soms збитень, zbiten) is een traditionele warme Russische drank. De drank is doorgaans alcoholvrij en wordt vooral 's winters gedronken. De drank werd voor het eerst vermeld in Russische annalen in het jaar 1128. De drank was populair onder alle lagen van de Russische bevolking, tot ze in de 19e eeuw vervangen werd door thee. Buitenlanders die in de tijd van Peter de Grote Rusland bezochten, noemden de drank soms "Russische glühwein". In de 21e eeuw kende de drank in Rusland een heropleving als massaproduct.
Net als mede en medovoecha is sbiten gebaseerd op honing, gemengd met water en kruiden. Een Russisch recept van sbiten werd beschreven in de 16e-eeuwse Domostroj, een Moskovitische huishoudgids. In vergelijking met kvas is de bereiding van sbiten redelijk eenvoudig. De honing en de smaakgevers (kruiden, sap) worden apart gekookt, gemengd, en nogmaals gekookt.